# Sommer-Paralympics 2012/Teilnehmer (Katar)
| stlisierte Goldmedaille | stlisierte Silbermedaille | stlisierte Bronzemedaille |
| ----------------------- | ------------------------- | ------------------------- |
| —                       | —                         | —                         |

Katar entsendete einen Sportler zu den Paralympischen Sommerspielen 2012 in London.:

## Teilnehmer nach Sportart

### Leichtathletik
Männer
- Abdulrahman Abdulqadir Abdulrahman